# 石田みなみ (女優)
石田 みなみ（いしだ みなみ、1998年〈平成10年〉10月11日 - ）は、日本の女優、タレント。女性アイドルグループSTU48の元メンバーである。
兵庫県出身。株式会社ディープスキル所属。

## 略歴

### STU48加入まで
小学生の頃からAKB48のファンとなり、アイドルに興味を持つ。特にNMB48の渋谷凪咲に憧れを持ち、アイドルになることを目指すようになった。
高校生の頃からAKB48やNMB48のオーディションを受け始めたが、3度の挑戦で全て書類審査で落選を経験した。
高校3年生の時、 STU48第1期生オーディションを受けることを決意。この時期は保育士になるための進学も考えていたが、最終的に担任の先生との進路相談を経て、アイドルの道を選択した。
2017年3月、4度目のオーディション挑戦でSTU48の最終審査に合格し、高校卒業とほぼ同時にアイドルとしての道を歩み始めることとなった。

### STU48での活動
- 2017年3月31日、STU48の1期生としてデビュー。デビューシングル『暗闇』から卒業までの全10シングルに選抜メンバーとして参加[4][3]。
- 2018年、"女子旅"をテーマにした課外活動ユニット「Charming Trip」に初代メンバーとして参加し[6]、同年に個人Instagramを開始[7]。
- 2020年6月から2021年3月まで、冠ラジオ番組『STU48 石田みなみの虹色えんぴつ』のパーソナリティを務めた[8][9]。この経験により、声の仕事に対する思い入れが一段と深まった[10]。
- 2021年4月より、READPIA×STU48朗読劇プロジェクトに参加[11]。同年8月には、その一つの集大成として第60回日本SF大会(SF60)にてSF朗読劇『静かな時の上のほう-Silent Times Upside-』を上演[12]。2022年3月には、パワーアップ版『静かな時の上の方』をところざわサクラタウンで再演した[13]。
- 2021年8月、映画『酒蔵のむすめ』に今村美月とW主演を果たし、女優としても活動開始[14][15]。
- 2022年より、東かがわ市発のボイスドラマ『パペットカルテット』に声優として出演、声優としての第一歩を踏み出した[16][17]。
- 2022年5月より2024年3月まで、兵庫県歯科医師会の「健口アンバサダー」を務め[18][19]、自身のSNSやテレビ番組を通して歯の健康を伝えた[20][21][22]。
- 2024年2月1日の『花は誰のもの？』公演で卒業を発表し[23]、同年4月6日に神戸ファッション美術館オルビスホールで開催した卒業公演をもってSTU48を卒業した[24]。

### 卒業後の活動
- 卒業後は株式会社ディープスキルに所属[2]。
- 2024年5月、公式ファンクラブ「みいつけた」を開設[25]、同6月にファンミーティングを開催[26]。
- 公式ファンクラブアプリをリリースし[27]、ファンとチャットや配信を開始、さらに推し活×メッセージアプリB4NDをリリース[28]、ファンと個別レターのやり取りをスタートした。
- 2024年7月、初めての本格的舞台となる舞台『少年秘密倶楽部[壱] 〜箱庭の自由〜』にヒロインのサルビア役で出演[29]し、初舞台ながら殺陣もこなした[30]。その後も『シュヴァルツ・ゼルドナー』『初等教育ロイヤル』『アイディール・セミナー』などの舞台出演、『金融どうぶつえん』のキャラボイス、『ドキュメント18イチハチ』でのナレーションといった声のお仕事もスタートした。

## 人物
猫とアニメと漫画が好き。
STU48時代のサインやオリジナルキャラクター「しろごまちゃん」も猫をモチーフにしている。
自身を「末っ子気質」と評している一方で、グループ内では年長メンバーの一人として後輩たちの相談役を務めることが多かった。当初は優柔不断な面があり、自分で決断することを苦手としていたが、活動を続ける中で徐々に自己主張ができるようになっていった。
ファンから「声で好きになった」と言われることが多く、声に自信をもつようになった。声のお仕事（ラジオ、声優、ナレーションなど）に強い興味を持っており、「声＝石田みなみ」と思ってもらえるようになることを目標としている。
さらに2025年の年初には、今年度やりたい仕事として「地元兵庫県でのお仕事」「ラジオのレギュラー番組」「主演作品をいただくこと」「大好きなアニメと漫画にまつわるお仕事」「いろんなキャラボイスを演じること」を掲げ、具体的な活動目標を公言している。

### 特技
- 記憶力：人の名前と顔を1回見たら忘れないという[5]。
- 文章力：過去に専用のサイトで小説を書いていた経験がある[36]。
- アイドルオタク：2018年3月に行われたAKB48グループセンター試験では、STU48 1期生でトップ、全体でも54位だった[37]。
- 過去には、永遠に寝られること[34]、はばタンダンス[38]を挙げていたこともある。

### 趣味・嗜好
- 趣味は、アニメ・漫画を見ること、携帯小説を読むこと、ラジオを聴くこと[1]。以前は猫と犬の癒し動画を見ることや、動物の狩りなどの動物世界の動画を見ることも趣味として挙げていた[34]。
- アニメと漫画については、ラジオ番組『STU48の瀬戸胸』の石田担当放送回でメインのテーマとして取り上げていた[39][9]
- 好きな漫画：『虐殺器官』(伊藤計劃)『東京喰種：Re』(石田スイ）『ちはやふる』(末次由紀）『黒執事』(枢やな）『ハイキュー!!』(古舘春一）『黒子のバスケ』(藤巻忠俊）『HUNTER×HUNTER』(富樫義博）『ONE PIECE』(尾田栄一郎）『進撃の巨人』(諫山創）『鋼の錬金術師』(荒川弘）『暗殺教室』(松井優征）『NARUTO』(岸本斉史）[36]
- 好きなアニメ：『ガンダムUC』『ナルニア国物語』『もののけ姫』『るろうに剣心』『虐殺器官』『Angel Beats!』『クレヨンしんちゃん』『田中くんはいつもけだるげ』[36]
- 好きなアニメ音楽：『UNICORN』『Into the Sky』『Attack ON Titan』など作曲家澤野弘之の手掛けた楽曲を多数挙げているほか、『RE:I AM』『残響散歌』『茜さす』『星の消えた夜に』などのAimerの歌唱曲を挙げている[39][9]。
- 好きなアイドル楽曲：
  - AKB48：『Bird』『光と影の日々』『願いごとの持ち腐れ』『ハート型ウイルス』『僕たちは戦わない』
  - NMB48：『ピーク』『ハートの独占権』『ジッパー』『僕らのユリイカ』『恋愛被害届け』『虹の作り方』『夢の名残り』『君と出会って僕は変わった』『冬将軍のリグレット』[36]
- 好きな食べ物：茶碗蒸し、みかん[1]。過去には高野豆腐、軟骨の唐揚げ、いちごなども挙げていた[34][40][41]。
- 瀬戸内のおすすめ：竹田城、姫路セントラルパーク[31]。過去には阪神甲子園球場を挙げていたこともある[40]。

### 家族
- 家族は父、母、2人の姉がいる。3姉妹の末っ子[4][3][33]。
- 石田のくっきり二重は、父親譲りだと語っている[4]
- 2018年の生誕祭では父[42]、2020年の生誕祭では母[43]、2024年4月6日の卒業公演では姉(長女)からの手紙が披露された[44]。

### 交友関係

#### STU48グループ内
- 石田千穂(但し同期で同姓でもあるが血縁関係なし)、門脇実優菜と「門石石」というユニットを組んでいた。2017年のAKB48グループユニットじゃんけん大会にこのユニットで参加し、本戦に進出した[4]。名前の由来は、先に門脇と石田千穂のペアである「門石実穂」が存在していたところに石田みなみが加わったことで生まれた[45]。
- 福田朱里、瀧野由美子と「にゃーぽっぽ」というユニットを2018年6月頃に結成[46]。にゃーぽっぽの名前の由来は、猫好き（石田・福田）の「にゃー」と新幹線好き（瀧野）の「ぽっぽ」を組み合わせたもの。ユニット結成のきっかけは石田の「嫉妬」だった。瀧野と福田が「たきふく」をアピールしていたため、石田が3人組のユニットを作ることを提案して2018年6月に結成に至った。結成当初、にゃーぽっぽとしての活動は全く無く、後に『僕たちの恋の予感』公演でユニット曲『キリギリス人』を披露したのが最初の活動であった。にゃーぽっぽのメンバーは、プライベートでも仲が良く、食事に行ったり温泉旅行の計画を立てたりしている。石田は、にゃーぽっぽの中で「妹的存在」と言われている[15]。
- 岩田陽菜と「岩石」というユニットを2018年7月頃に結成[47]。「岩石」で2018年のAKBグループユニットじゃんけん大会にも出場したが予選敗退[48]。岩石コンビはSTU48のちりめんパーティーに多数出演しており、毎回、新作のオリジナルのジングルを披露して好評を得ていた[49][50][51][52]。また、卒業前にはZoomアプリでメンバーと会話できる放課後ホームルーム「〜岩石とおしゃべり〜」を開催しファンと交流した[53]。
- 吉田彩良、田口玲佳とチーム「でんでんでん」を2021年8月頃に結成。セトウチ・ライブラリーの企画として行われたCMNOWの誌面掲載争奪イベント「個性発掘！四番勝負！」[54][55]の中で結成された。イベントの結果は僅差で2位となり特装カバー掲載は逃したがCMNOW誌面に掲載された[56]。

#### STU48グループ外
- 渋谷凪咲（元NMB48）を尊敬しており、卒業後も交流が続いている。石田の誕生日には連絡をくれたり、プレゼントで焼肉セットを届けてくれたりするなど、親密な関係を持続している[10]。

### エピソード
- 小学6年生頃から突然学校に通えなくなり、高校3年生まで週に2日程度の登校が続いた。この期間について、「誰かに何かをされたとか、何か言われたとかもないし、友達もいたんですけど…自分でもいまだに原因が分からない」と振り返っている。学生時代の石田は自信がなく、劣等感のかたまりだったと自身を評している[3][5]。
- STU48第1期生オーディションを受ける際は、「保育士になる夢を捨ててアイドルの道を選びました。保育学校の試験とSTU48のオーディション日程が重なってしまい、『アイドルかフリーターの二択』状態でした」と語っている。また、この決断について「だから誰に何を言われても自分の選択を後悔したくないし、覚悟を持ってアイドルやっています」と語っており、アイドルとしての活動に対する強い決意を示している[5]。
- STU48の楽曲の中で、『思い出せてよかった』に特別な思い入れがある。この曲は石田がSTU48として初めて参加した楽曲で、香川県の小豆島のオリーブ園での撮影が初めての経験だった。「初めて参加した楽曲、初めての香川での撮影、初めてのオリーブ園と、すべてが初めてだらけ。だからその日のことをすべて覚えている。あのときだれがどんな笑顔をしていたかまで思い出せるくらい。自分の中で初心に戻れる場所ですね」と語っている[57]。さらに、この楽曲のミュージックビデオ撮影日が石田の誕生日と重なり、石田千穂と門脇実優菜がサプライズでケーキを持ってきてお祝いしてくれたことも、この曲の特別な思い出となっている[45]。
- グループ内では年長メンバーの一人として後輩たちの相談役を務めることが多かった[3]。石田は「STU48というグループが好きだからこそ、STU48を好きで入ってきてくれる子が問答無用で好きなんです。入りたいと思ってここに来てくれてありがとうみたいな。特別に何かあるというわけではなくても、仲間になってくれた時点で大好きです！」と語っており[3]、後輩たちへの深い愛情を示している。

## 作品

### シングル
| リリース日     | シングル      | タイトル                   | 備考                                  |
| -------------- | ------------- | -------------------------- | ------------------------------------- |
| 2018年1月31日  | 1st シングル  | 暗闇                       | c/w『僕たちはシンドバッドだ』         |
| 2019年2月13日  | 2nd シングル  | 風を待つ                   | c/w『制服の重さ』(20世紀生誕メンバー) |
| 2019年7月31日  | 3rd シングル  | 大好きな人                 |                                       |
| 2020年1月29日  | 4th シングル  | 無謀な夢は覚めることがない | c/w『瀬戸内の妹』                     |
| 2020年9月2日   | 5th シングル  | 思い出せる恋をしよう       |                                       |
| 2021年2月17日  | 6th シングル  | 独り言で語るくらいなら     | c/w『サングラスデイズ』               |
| 2021年10月20日 | 7th シングル  | ヘタレたちよ               | c/w『後悔なんてあるわけない』         |
| 2022年4月13日  | 8th シングル  | 花は誰のもの？             |                                       |
| 2023年3月15日  | 9th シングル  | 息をする心                 |                                       |
| 2023年11月15日 | 10th シングル | 君は何を後悔するのか？     | c/w『雨とか涙とか』(1期生)            |

## 出演

### 舞台
- SF朗読劇『静かな時の上のほう-Silent Times Upside-』（2021年8月21日、サンポートホール高松）[12]
- READPIA×STU48 オリジナル朗読劇『静かな時の上の方』（2022年3月5日 - 3月6日、ところざわサクラタウン）[58]
- 舞台『少年秘密倶楽部［壱］〜箱庭の自由〜』（2024年7月3日 - 7月7日、新宿村Live）- サルビア 役（ヒロイン）[29]
- 朗読劇舞台『永久保貴一の極めて怖い話 2024』（2024年8月12日、浅草花劇場）[59][60]
- 朗読劇『初等教育ロイヤル』（2024年8月21 - 8月25日、こくみん共済 coop ホール/スペース・ゼロ）- 木村さん 役[61]
- 舞台『シュヴァルツ・ゼルドナー』（2024年9月19日 - 9月22日、中目黒キンケロシアター）- エミリア 役（ヒロイン）[62]
- "朗読×ACT"theater『アイディール・セミナー』（2024年12月11日 - 12月15日、新宿村LIVE）- 鷹城亜美 役[63]
- 舞台『まちカドまぞく』（2025年1月9日 - 15日、博品館劇場） - 佐田杏里 役[64][65][66]
- ”朗読×ACT"theater『アイディール・セミナー/2nd session』（2025年4月9日 - 4月13日、シアターサンモール）- アミティ・ロケッツ 役[67]
- 舞台『ジョダンダンジョ』（2025年4月20日、築地本願寺ブディストホール）[68]
- 『アイディール・セミナー/Final session』(2025年6月4日-8日、こくみん共済 coop ホール/スペース・ゼロ）-アミティ・ロケッツ 役[69]
- パンセク♡（2025年7月9日-13日、下北沢タウンホール内 小劇場B1）- 渡辺菜々子 役[70]
- ライブ×リーディング『KAWAII偶像パラドキシカル』のご案内（2025年8月1日-2日、CBGKシブゲキ!!）- キビ崎 役[71]

### 映画
- 『酒蔵のむすめ』(2021年)[14]

### テレビ番組
- 『歯っぴぃライフ』(2022年11月6日、2023年11月5日、サンテレビ)[20][22][21]
- 『一番高いモノにはワケがある』(2022年9月23日、テレビ東京)[72]

### ラジオ番組
- 『STU48石田みなみの虹色えんぴつ』(2020年 - 2021年、Kiss FM KOBE)[8][9]
- 『STU48のちりめんパーティー』(2017年7月 - 2024年3月、中国放送)
- 『STU48の瀬戸内の胸の内』(2017年11月 - 2020年9月、Kiss FM KOBE)[73][9]
- 『STU48の瀬戸胸』(2020年10月-2022年4月、Kiss FM KOBE)[39][74][9]
- 『サンデーライブ ゴエでSHOW！』(2017年11月12日、MBSラジオ)[75]
- 『4SEASONS』(2018年1月31日、2020年9月9日、Kiss FM KOBE)[76][77]
- 『オールナイトニッポン』(2019年2月20日、ニッポン放送)[78]
- 『IMAREAL』(2020年1月31日、 FM北海道)[79]
- 『RADIO GROOVE』(2020年2月4日、2022年1月24日、FM NORTH WAVE)[80][81]
- 『まるごと！エンタメ～ション』(2022年1月24日、STVラジオ)[82]
- 『Satoruman50 半世紀少年ミュージックショー』(2022年7月1日、広島FM)[83]
- 『DJ Tomoaki’s Radio Show!』(2022年4月7日、下北FM)[84]
- 『小早川秀樹のオシマシ！』(2023年3月17日、ABCラジオ)[85]
- 『ABCミュージックパラダイス』(2023年3月24日、ABCラジオ)[86]
- 『チュウモリ木曜日・推シマシ』(2023年4月13日、CBCラジオ)[87]
- 『Kiss MUSIC PRESENTER』(2019年7月31日、2023年3月22日、Kiss FM KOBE)[88][89]
- 『STU48のすだちでキュン』(2023年8月14日、2024年3月11日、JRT四国放送)[90][91]
- 『Viva la radio 〜STU48石田みなみ卒業スペシャル〜』(2024年3月15日、Kiss FM KOBE)[92]
- 『東李苑 おしゃべりシフォンケーキ』(2024年7月26日、2024年8月2日、FM NORTH WAVE)[93][94]
- 『渋谷女子企画』(2024年10月18日、渋谷クロスFM)[95]

### ネット配信
- 『パペットカルテット』(2022年4月、東かがわ市観光協会Youtubeチャンネル) - 芝谷ナオ 役[16]
- 『動画、はじめてみました』(2022年11月、テレビ朝日Youtubeチャンネル)[96]
- 『金融どうぶつえん』(2024年11月-、ウェルスナビ) - ウェル太くん 役[97]
- 『ドキュメント 18 イチハチ』（2024年11月、ALBA TV) - ナレーション[98]

### CM/広告
- 「健口アンバサダー」(2022年5月-2023年3月、兵庫県歯科医師会)[18][19]
- 「広テレ！ブライダル情報センター」(2020年2月、テレビCM、広島テレビ)[99]
- 「STU48の7ならべ」(2019年11月、テレビCM、レッドクイーン)[100]

### イベント
- STARRZ TOKYO（2024年9月25日、 きゅりあん（品川区総合区民会館））[101][102]
- 宮古ブルーチャリティーイベント2024（2024年10月5日-10月6日、宮古島）[103][104]

## 書籍

### 雑誌
- 『B.L.T』(2024年5月号)[10]
- 『blt graph vol.89』(2023年5月)[3]
- 『ヤングマガジン』(2024年1月)[105]
- 『CMNOW vol.213』(2021年11月号）[56]

### カレンダー
- 『石田みなみ 2025.4-2026.3カレンダー』（2025年3月29日、 わくわく製作所）[106]